# Fabian von Freier
Fabian von Freier (* 17. Mai 1963 in Jülich) ist ein deutscher Hörspielregisseur und -autor.

## Leben
Fabian von Freier entstammte der briefadeligen Familie von Freier, 1840 nobilitiert und mit Grundbesitz in Nordbrandenburg ausgestattet. Sein Großvater besaß ein Gut in Niederschlesien, seine Eltern waren der Syndikusanwalt Henning von Freier und die Ärztetochter Barbara Kaminski aus Berlin. Er hat zwei Schwestern und studierte Germanistik, Theaterwissenschaft und Philosophie. Seit 1999 ist Fabian freiberuflich tätig und inszeniert und bearbeitet Hörspiele, vorwiegend für den Westdeutschen Rundfunk. Gemeinsam mit Andreas von Westphalen schrieb er die Hörspiele Terrorspiele und Programm der Freiheit. Von Freier lebt in Köln.

## Hörspiele
- 1996: Dacia Maraini: Stimmen (Regieassistenz) – Produktion: WDR
- 1999: Edward Bunker: Im eigenen Stück Hölle
- 1999: Ken Bruen: Rilke von black
- 2000: Antonio Tabucchi: Lissabonner Requiem
- 2000: Michael Stegemann: Herrn Johannes' Passion
- 2001: Christine Grän: Die Hochstaplerin
- 2002: Denis Johnson: Engel
- 2003: Giuseppe Genna: Im Namen von Ismael
- 2004: Martin Pollack: Anklage Vatermord. Der Fall Philipp Halsmann
- 2005: Aldo Nove: Amore mio infinito
- 2005: James Kelman: Spät war es, so spät
- 2007: James Kelman: Sand im Getriebe
- 2008: Richard Powers: Echo der Erinnerung
- 2009: Jiří Polák: Wer hat Angst vorm bösen Wolf?
- 2009: Fabian von Freier und Andreas von Westphalen: Terrorspiele – Produktion: WDR
- 1999: Edward Bunker: Im eigenen Stück Hölle (nach dem Roman Wilder als ein Tier) – Produktion: WDR
- 2011: Lothar Stemwedel: Das obskure Ende der Geschichte – Produktion: WDR
- 2012: Lothar Stemwedel: Zehn mysteriöse Städte à la Calvino – Produktion: RBB
- 2015: Fabian von Freier und Andreas von Westphalen: Programm der Freiheit